# Royaume Mandara
Pour les articles homonymes, voir Mandara.
 (août 2016).
XVe siècle – 1902
Entités suivantes :
- Kamerun allemand

Le royaume Mandara (parfois appelé Wandala) était un royaume africain soudanien situé dans les monts Mandara, aujourd'hui au Nord du Cameroun. L'ethnie Mandarawa descend des habitants de ce royaume.
La tradition rapporte que le royaume Mandara a été fondé peu avant 1500 par une reine appelée Soukda et un chasseur allogène appelé Gaya. L'existence du royaume a été rapportée la première fois par Fra Mauro (en 1459) puis par Léon l'Africain (en 1526) ; la provenance de son nom demeure néanmoins incertaine.

## Histoire
Le premier siècle de l'histoire de ce royaume fut marqué par les guerres que ses dirigeants firent avec les ethnies voisines afin d'agrandir leur territoire. Après conquête de la région de Dulo (ou de Duolo) et l'établissement de la capitale à Dulo vers 1580, commence la dynastie de Sankre, un chef de guerre.
Lorsque la maison dirigeante de Dulo voulut récupérer le trône, le royaume du Kanem-Bornou soutint la proclamation d'Aldawa Nanda, un membre de la maison de Sankre. L'empereur Idris Alaoma de Bornou l'installa personnellement comme roi en 1614. Le royaume du Kanem-Bornou atteint ainsi une position influente au-dessus du royaume Mandara.
Mai Bukar Aji, 25e roi, fit du royaume Mandara un sultanat vers 1715, ce qu'il restera durant près de deux cents ans. Des visiteurs musulmans convertirent le roi Bukar à l'islam, et l'islamisation du royaume continuera tout au long du XIXe siècle. Le royaume connu un âge d'or des sortes sous Bukar et son successeur, Bukar Guyane (1773-1828). Vers 1781, le royaume Mandara inflige une défaite militaire au royaume du Kanem-Bornou lors d'une importante bataille, et augmente ainsi sa suprématie sur la région. À l'apogée de sa puissance à la fin du XVIIIe siècle, le royaume Mandara a imposé sa domination à environ 15 chefferies. Cependant, le royaume perd de sa puissance en 1809, lorsque Modibbo Adama, un disciple peul d'Usman dan Fodio, mène un djihad contre le royaume Mandara. Adama a brièvement conquis Dulo, mais la contre-attaque du Mandara le boute rapidement hors des frontières du royaume. La défaite d'Adama incite le royaume du Kanem-Bornou à s'allier avec le royaume du Mandara de nouveau contre les envahisseurs peuls (anglais : Fulanis ; peul : Fulɓe).
- Voir Colonisation peule dans l'Adamaoua

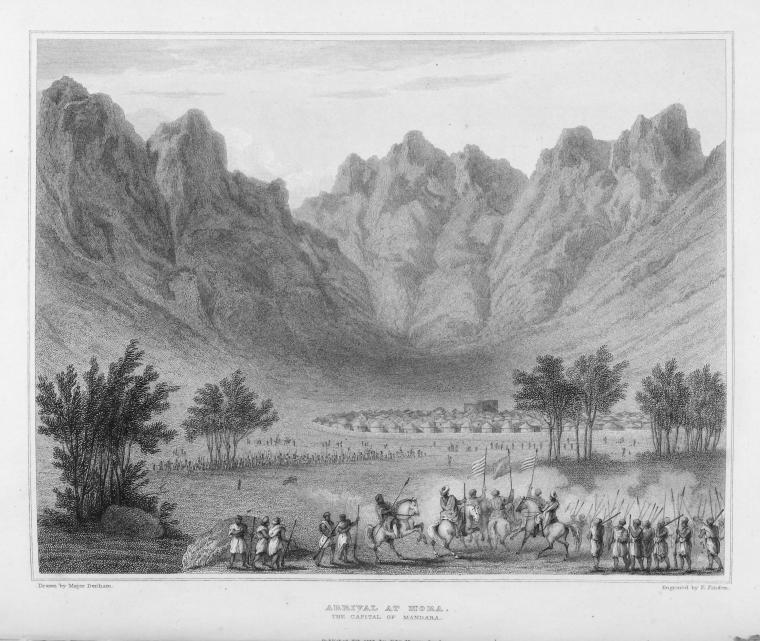
Arrivée de Dixon Denham à Mora, la capitale du Mandara (gravure de 1826)

Après la mort du chef Bukai Dgjiama, les tribus non-musulmanes du Mandara se sont soulevées et le royaume peul en profite pour attaquer. Depuis 1850, le royaume du Kanem-Bornou cherche l'occasion d'attaquer le royaume affaibli. Ce conflit renouvelé sape les forces armées du royaume, et préparent le terrain pour l'invasion des forces de Muhammad Ahmad dans les années 1880. En 1895 ou 1896, l'armée de Muhammad Ahmad a détruit Dulo, accélérant ainsi le déclin de la puissance du royaume Mandara. Cependant, le royaume continua d'exister, repoussant des incursions continuelles des peuls jusqu'à son annexion complète.

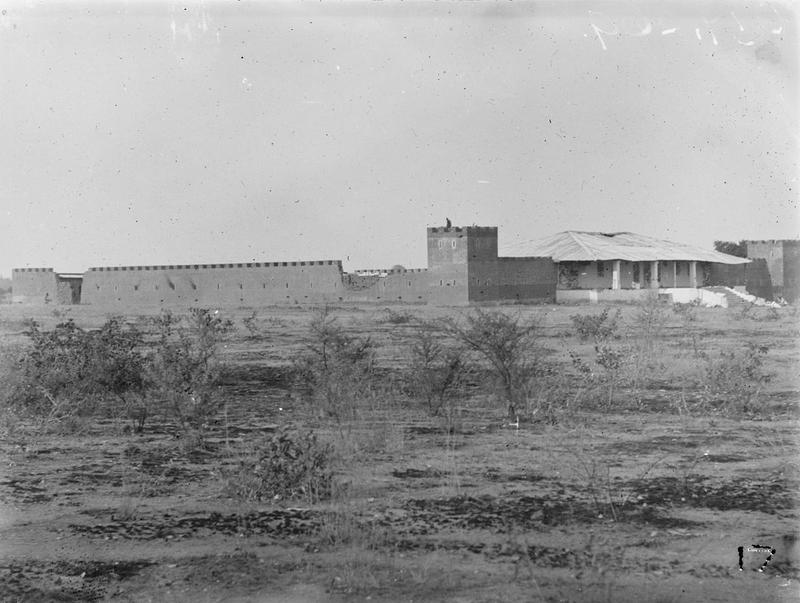
Fort de Mora (1914)

L'explorateur anglais Dixon Denham a accompagné une expédition de chasse aux esclaves du royaume du Kanem-Bornou dans le royaume de Mandara en février 1823 de laquelle il réchappa de justesse à la suite d'une défaite des assaillants du royaume du Kanem-Bornou. Il en a rapporté un des premiers récits européens sur le royaume du Mandara. En 1902, le royaume a été conquis par l'Allemagne, puis devient français en 1918.

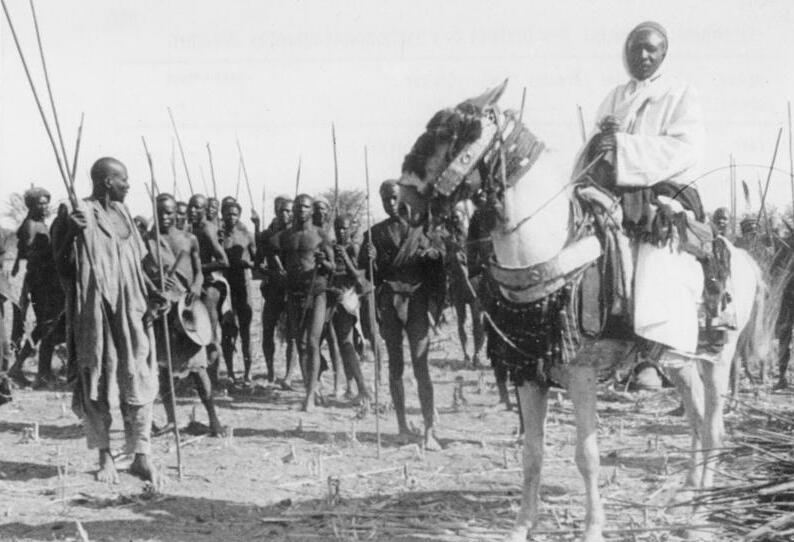
Le Sultan Boukar avec sa suite vers 1911-1915.
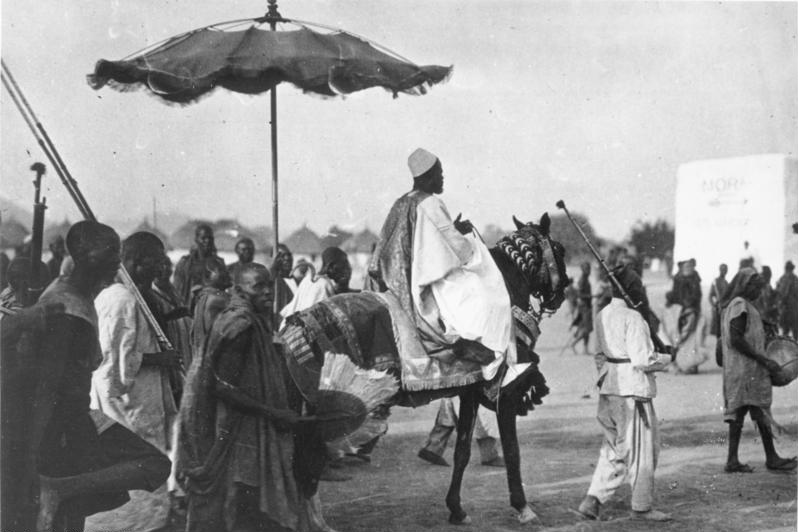
Le Sultan Boukar avec sa suite vers 1911-1915.
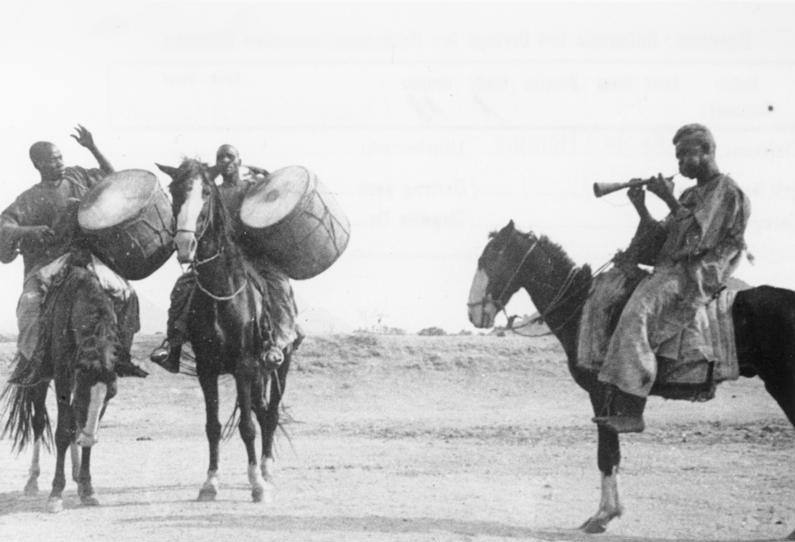
Fanfare du Sultan à Mora vers 1911-1915.